# Житару
Житару (рум. Jitaru) — село у повіті Олт в Румунії. Адміністративно підпорядковане місту Скорнічешть.
Село розташоване на відстані 123 км на захід від Бухареста, 19 км на північний схід від Слатіни, 63 км на північний схід від Крайови, 148 км на південний захід від Брашова.

## Населення
За даними перепису населення 2002 року у селі проживали 716 осіб, усі — румуни. Усі жителі села рідною мовою назвали румунську.